# 棕色紋胸鮡
棕色紋胸鮡，為輻鰭魚綱鯰形目鮡科的其中一種，為熱帶淡水魚類，分布於亞洲湄公河、湄南河流域和马来半岛，本魚在背鰭及脂鰭下方具有2個深色的鞍狀斑，體長可達12.1公分，棲息在水流快速、岩石底質及沉木溪流底層水域，生活習性不明。

## 扩展阅读
維基物種上的相關：棕色紋胸鮡